# José Antônio Almeida
José Antonio Figueiredo de Almeida Silva, mais conhecido como José Antonio Almeida (São Luís, 27 de março de 1954) é um advogado, professor e político brasileiro, filiado ao Partido Socialista Brasileiro (PSB).

## Biografia
Nascido em São Luís, José Antônio Almeida pertence a uma família de juristas maranhenses, sendo filho do desembargador José Antônio de Almeida Silva, que integrou o Tribunal de Justiça do Estado do Maranhão (TJ-MA) e que foi presidente do Tribunal Regional Eleitoral do Maranhão (TRE-MA) durante a Ditadura Militar (de 04/03/1974 a 22/06/1976), e da advogada e promotora de justiça aposentada Elimar Figueiredo de Almeida Silva, ex-procuradora-geral de Justiça do Ministério Público do Estado do Maranhão (entre os anos de 1989 a 1994).
Ele se formou em 1977 como bacharel em Direito pela Universidade Federal do Maranhão (UFMA). Desde então exerceria pelas décadas seguintes a advocacia em seu estado natal.
De 1986 a 1992, foi procurador do estado na Procuradoria-Geral do Estado do Maranhão (PGE-MA), tendo sido designado para exercer o cargo de Procurador-Geral Adjunto no biênio de 1987 a 1988.
Entre 1989 e 1994, ele exerceu o cargo de presidente da Seccional da OAB no estado do Maranhão (OAB-MA).
Ele foi procurador da Fazenda Nacional de 1993 a 1995.
Em 2009, ele foi agraciado com a Ordem Timbira do Mérito Judiciário do Trabalho, no grau Grande Oficial, concedida pelo Tribunal Regional do Trabalho da 16ª Região, sediado em São Luís.

## Carreira política
Em 1998, foi eleito deputado federal pelo PSB. Nessa eleição, ele apoiou Epitácio Cafeteira.
Em 2000, foi candidato a prefeito de São Luís, não obteve êxito ao conseguir 4.999 votos que correspondem ao percentual de 1,37%.
Em 2002, a convite de Miguel Arraes abandonou seu projeto de reeleição para a Câmara Federal e ajudou o PSB (até então considerado um partido de pequeno porte), a ultrapassar a "cláusula de barreira" que ameaçava a sua existência, candidatando-se a vice-presidente na chapa de Anthony Garotinho tendo alcançado quase 18% (17.869%) dos votos válidos, exatos 15,180,097 (quinze milhões, cento e oitenta  e mil e noventa e sete votos) ficando em terceiro lugar ao final do primeiro turno.
No início de 2003, terminou seu mandato de deputado federal, como um dos deputados mais atuantes do Maranhão sendo considerado um dois 100 cabeças do Congresso pelo DIAP que avalia qualitativamente com critérios objetivos a atuação dos deputados "Cabeças" do Congresso Nacional 100 parlamentares que na visão do DIAP atuam, influem e decidem a agenda do Parlamento.
Em 2006, foi candidato a deputado federal, tendo recebido 33.607 votos, quantidade insuficiente para conseguir o cargo.

## Carreira acadêmica
Publica seu primeiro livro em 1980 com o título "Da irrevogabilidade do mandato no direito civil brasileiro", pela editora Atualidade Forense.
Desde 1986, José Antônio Almeida é professor universitário no Departamento de Direito do Centro de Ciências Socio-Organizacionais da UFMA, onde leciona as disciplinas Direito Processual Civil, Direito Processual Penal, Direito Constitucional e Prática Jurídica.
Em 1996, ele publicou o livro "Eleições 96: comentários a lei 9.100" pela editora Brasília Jurídica.
Em 2004, ele obteve a titulação de especialista em Direito Processual Civil pelo Centro Universitário do Distrito Federal (UniDF).

## Obras
- SILVA, José Antônio Figueiredo de Almeida. Da irrevogabilidade do mandato no direito civil brasileiro. Rio de Janeiro: Atualidade Forense, 1980.[5]
- SILVA, José Antônio Figueiredo de Almeida. Eleições 96: comentários a lei 9.100. Brasília: Brasília Jurídica, 1996.[5][10]
- SILVA, José Antônio Figueiredo de Almeida. Eleições 98: comentários à Lei 9.504/97. Brasília: Brasília Jurídica, 1998.[5]
- SILVA, José Antônio Figueiredo de Almeida. Eleições 2000: comentários à Lei 9.504/97, com as alterações da Lei 9.840/99. Brasília: Brasília Jurídica, 2000.[5]